# Oscar De Mejo
Oscar De Mejo, né le 7 janvier 1911 à Trieste (Frioul-Vénétie Julienne) et mort le 28 janvier 1992 à New York (État de New York aux États-Unis), est un compositeur italien.

## Biographie
Compositeur de musique de film, il épouse en 1944 l'actrice Alida Valli, dont il divorcera après avoir eu deux enfants, Carlo, qui deviendra lui aussi acteur, et Larry, ingénieur chimiste. À partir des années 1960, il devient un peintre populaire.

## Filmographie
- 1945 : L'ippocampo (it) de Gian Paolo Rosmino
- 1945 : Toute la ville chante (Tutta la città canta) de Riccardo Freda
- 1984 : Rent Control (en) (Cercasi casa a Manhattan) de Gian Luigi Polidoro